# Martina Hallmen
Martina Hallmen (* 20. Mai 1959 in Frankfurt am Main als Martina Koch) ist eine ehemalige deutsche Hockeyspielerin und Olympiateilnehmerin.

## Karriere
Martina Hallmen spielte für den 1. Hanauer THC, mit dem sie unter ihrem Geburtsnamen Martina Koch 1981 und 1984 die deutsche Meisterschaft im Feldhockey gewann, 1983 war sie Deutsche Meisterin im Hallenhockey.
Die Angriffsspielerin debütierte 1977 in der deutschen Hockeynationalmannschaft. Ihr erstes großes Turnier war die Halleneuropameisterschaft 1977, bei der die deutsche Mannschaft den Titel gewann. Im Jahr darauf unterlag das deutsche Team bei der Weltmeisterschaft 1978 im Finale den Niederlanden mit 1:0. 1981 gewann Martina Koch mit der deutschen Mannschaft zwei große Titel. Zuerst verteidigte das Team den Europameistertitel in der Halle, dann siegte die Mannschaft bei der Weltmeisterschaft in Buenos Aires nach Siebenmeterschießen gegen die Niederlande. Zwei Jahre später belegte sie bei der Weltmeisterschaft 1983 den vierten Platz. Im Mai 1984 wurde in Lille die erste Feldhockey-Europameisterschaft der Damen ausgetragen, nach einer Halbfinalniederlage gegen die Niederländerinnen siegten die deutschen Spielerinnen im Spiel um Bronze gegen die Britinnen. Zwei Monate später besiegten die Niederländerinnen die deutsche Mannschaft bei den Olympischen Spielen in Los Angeles mit 6:2, wobei Martina Koch beide deutschen Treffer erzielte. Die deutsche Mannschaft gewann Silber hinter den Niederländerinnen und vor den US-Amerikanerinnen.
1987 kehrte sie nach einer längeren Pause als Martina Hallmen in die deutsche Nationalmannschaft zurück und gewann ihren dritten Titel bei einer Halleneuropameisterschaft. Zum Abschluss ihrer internationalen Karriere belegte Martina Hallmen mit der deutschen Mannschaft den fünften Platz bei den Olympischen Spielen 1988. Insgesamt wirkte Martina Hallmen von 1977 bis 1988 in 119 Länderspielen mit, davon 19 in der Halle.